# Taraxacum minimum
Taraxacum minimum é uma espécie de planta com flor pertencente à família Asteraceae. 
A autoridade científica da espécie é (Guss.) N.Terracc., tendo sido publicada em Atti Istituto Real Incoragg. Sci. Nat. de Napoli, ser. II 6: 352. 1869.

## Portugal
Trata-se de uma espécie presente no território português, nomeadamente em Portugal Continental.
Em termos de naturalidade é nativa da região atrás indicada.

## Protecção
Não se encontra protegida por legislação portuguesa ou da Comunidade Europeia.